# IC 3347
IC 3347 је спирална галаксија у сазвјежђу Дјевица која се налази на листи објеката дубоког неба у Индекс каталогу.
Деклинација објекта је + 10° 55' 7" а ректасцензија 12h 26m 44,5s. Привидна величина (магнитуда) објекта IC 3347 износи 15,4 а фотографска магнитуда 16,2. IC 3347 је још познат и под ознакама VCC 931, PGC 40732.